# Phrynus goesii
Phrynus goesii är en spindeldjursart som beskrevs av Tord Tamerlan Teodor Thorell 1889. Phrynus goesii ingår i släktet Phrynus och familjen Phrynidae. Inga underarter finns listade i Catalogue of Life.